# Alqueria Amat
L'Alqueria Amat és una obra noucentista de Cardedeu (Vallès Oriental) inclosa a l'Inventari del Patrimoni Arquitectònic de Catalunya.

## Descripció
Edifici aïllat, masoveria de la Torre Amat. Construcció en planta baixa i golfes aprofitant la coberta de gran pendent a dues vessants. L'edifici és una composició que combina elements de l'arquitectura popular catalana amb elements propis del classicisme "brunelleschià" corrent que es desenvolupa als voltants de l'any 1915 englobat en el noucentisme. En els últims anys s'han fet reformes a l'interior.

## Història
L'Alqueria Amat fou construïda dos anys després de la Torre Amat, com a edificació per a serveis i cavalleries d'aquesta. Per tant, al igual que la gran mansió dels Amats s'insereix en l'època de més activitat constructiva de la vila a la carretera de Caldes, anys 1910-1920, quan Cardedeu es transforma definitivament en un lloc d'estiueig per excel·lència.